# 圧縮コイルばね

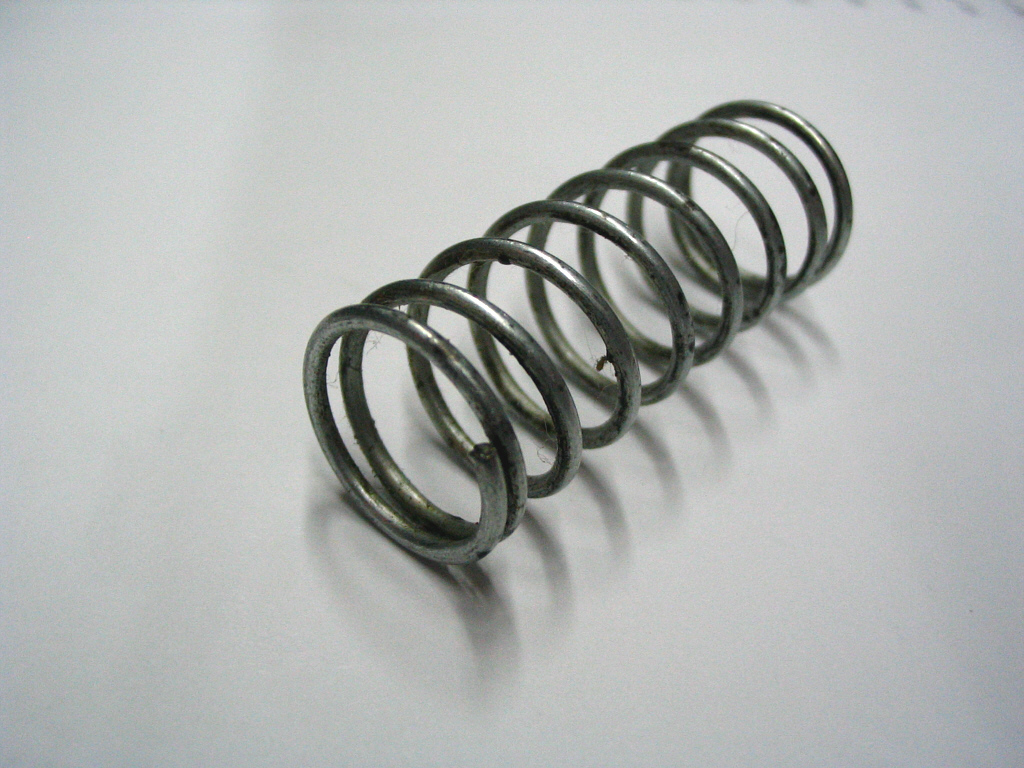
圧縮コイルばね。標準的な円筒状のもの。

圧縮コイルばね（あっしゅくコイルばね、英語: helical compression spring）とは、圧縮の荷重を受けて用いられるコイルばねの一種である。圧縮ばねと呼ばれることもある。ばね部品の中でも最も広く使用され、多くの機械や器具で使用されている。主に、圧縮方向の荷重を受け止める、圧縮させて反力を利用する、圧縮方向の衝撃や振動を緩和する、といった用途に使用される。
円筒状のコイルばねが最も一般的だが、円錐状や樽形に巻いたものなど様々な種類がある。軽荷重用の小型のものから重荷重用の大型のものまで、大きさも幅広い。
コイル状にする素線自体には、主にねじりモーメントが加わり、素線がねじり変形を起こすことで、ばねが全体として伸び縮みする。ばねが変形するときの単位体積当たりの弾性エネルギーは他のばね部品と比較して大きく、エネルギー吸収効率が高い。そのため、取り付けに必要な空間は比較的小さいという長所もある。

## 基本形状と各部位の名称

圧縮コイルばねの各部分の記号（円形断面・等ピッチの円筒コイルばね）

密着長さに達した状態

標準的な圧縮コイルばねは、素線と呼ばれる棒状あるいは線状の材料を螺旋状に等間隔で巻くことで作られる。圧縮コイルばねの各部位は以下のような名称で呼ばれている。
- 線径（d）：素線の直径[11]。
- コイル内径（Di）：コイルばね内側の直径[12]。
- コイル外径（De）：コイルばね外側の直径[12]。
- コイル平均径（D）：コイル内径とコイル外径の平均値（(Di + De)/2）[12]。
- 平均コイル半径（R）：コイル平均径の半分（D/2）[13]。
- 座巻：コイルばねの端面からばねとして作用しない部分までを指す[14]。「ざまき」とよぶ[15]。
- 総巻数（Nt）：コイル全体の巻数[16]。
- 有効巻数（Na）：総巻数の内、ばねとして作用する部分の巻数[17]。圧縮コイルばねの場合は総巻数から両端の座巻数を引いた数となることが多い[12]。
- 自由長さ（L0）：無負荷時のコイルばねの長さ。特に圧縮コイルばねの場合は自由高さとも呼ぶ[12]。
- 密着長さ（Lc）：荷重をかけてコイル同士を密着させたときのコイルばね長さ。特に圧縮コイルばねの場合は密着高さとも呼ぶ[12]。実際には密着にならない範囲で使用されるのが普通である[18]。
- ピッチ（p）：一巻した隣のコイルとの距離[19]。
- ピッチ角（α）：コイルの勾配を角度で表したもの[20]。
- 巻方向：コイルばねを巻く方向のことで、右巻と左巻がある[15]。

また、以下のような寸法比も設計上の目安となる。
- ばね指数（c）：コイル平均径と線径の比（D/d）[20]。
- 縦横比：自由長さとコイル平均径の比（L0/D）[21]。

## 種類
圧縮コイルばねの種類は多岐に渡る。以下にそれらの分類を示す。これらの種類の組み合わせも存在するので、可能性のある種類は膨大な数となる。しかし、全ての組み合わせが可能なわけでなく、設計的あるいは製造的に不可能な組み合わせもある。

### 素線断面形状による分類

長方形断面ばね

素線の断面形状はいくつかの種類があり、それによって次のように分類される。
- 円形断面ばね：素線断面が円形のばね[25]。大きな短所がなく、最も広く使用されている[26]。
- 異形断面ばね：円形断面以外のばねの総称で、以下のような種類がある[27]。円形断面と比べると、いずれの種類も材料入手や製造が難しいという短所がある[28]。
  - 角ばね：素線断面が四角形のばね。長方形断面ばねとも呼ばれる[24]。他の寸法を同じとしたら、円形断面よりもばね定数を大きくできる長所がある[29]。
  - 楕円断面ばね：素線断面が楕円形のばね。密着長さを小さくできるなどの長所がある[24]。
  - 卵形断面ばね：素線断面が卵形のばね[25]。楕円断面と同じく、密着長さを小さくできるなどの長所がある[30]。
  - より線ばね：複数の小さな素線をより合わせて一つの素線にしたばね[25]。小さな素線同士が擦れることで摩擦力による減衰が起こる長所がある[31]。

### 荷重特性による分類
ばねの荷重とたわみの関係のことを荷重特性と呼ぶ。荷重特性は、荷重とたわみの関係が直線でばね定数一定の線形と、それ以外の関係である非線形に分けられる。荷重特性によって圧縮コイルばねは大まかに以下のように分けられる。
- 線形特性：等線径、等ピッチの円筒コイルばね[23]。ただし、このようなばねでも、荷重とたわみが厳密に直線関係となることはない。たわみが密着長さに到達する前からいくつかの素線が接触しだし、見かけ上の有効巻数が減ってくる。これによって実際の圧縮コイルばねでは、たわみが大きくなるほどばね定数もやや大きくなっていく[34]。
- 非線形特性：以下のようなものが挙げられる。いずれも形状変化によってコイル同士の接触を偏らせて起こし、荷重増加に伴って有効巻数を変化させて非線形特性を得ている[35]。
  - コイル径が変化するもの：等線径、等ピッチだが、コイル径が変化するばね。円すいコイルばね、たる形コイルばね、つづみ形コイルばね等がある[35]。
  - 線径が変化するもの：等コイル径、等ピッチだが、線径が変化するばね。テーパばねと呼ばれる[36]。
  - ピッチが変化するもの：等コイル径、等線径だが、ピッチが変化するばね。不等ピッチコイルばねと呼ばれる[36]。ピッチが小さい部分から先にコイル同士の接触が起こり、たわみが増すにつれて有効巻数が減少していく。これによって非線形な荷重特性となる[37]。

### 全体形状による分類

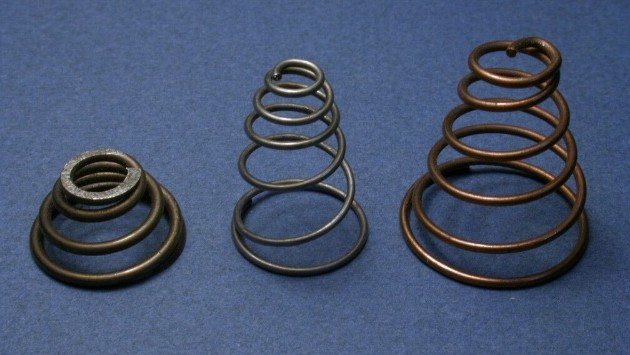
円すいコイルばね

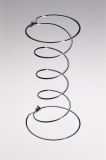
つづみ形コイルばね

コイルばねの全体的な形状で分類する場合は、以下のように分類がある。
- 円筒コイルばね：最も一般的な形状で、円筒形状のもの[7]。製造し易さ、吸収エネルギー効率のバランスの良さなど、長所がある[36]。
- 円すいコイルばね：端から片端まで徐々にコイル径が小さくなっていく形状をした、円錐状のコイルばね[39]。コイル径が大きな側は大きくたわむので、先にこちらからコイルの接触が起こる。これによって荷重・たわみ線図が右肩上がりとなる特性を持つ[40]。
- たる形コイルばね：コイル径が不等で、ばねの両端付近のコイル径が小さくなっており、樽のような形をしたもの[41]。
- つづみ形コイルばね：コイル径が不等で、ばねの真ん中付近のコイル径が小さくなっており、鼓のような形をしたもの[42]。
- 異形コイルばね：上記以外のもの。以下のような種類がある[43]。
  - 片絞りコイルばね：ばねの片端側のコイル径が絞られた形状のもの
  - だ円コイルばね：コイルが円ではなく楕円形に巻かれたもの
  - アークコイルばね：コイル径は一定だが、コイル全体が円弧状に曲げられたもの

## 特性

### ばね定数

荷重 P とたわみ δ と自然長 L_{0}

円形断面・等ピッチの一般的な円筒コイルばねのばね定数は、次の簡略式で計算できる。
{\displaystyle k={\frac {Gd^{4}}{8N_{a}D^{3}}}}
ここで、k はばね定数、G は素線の横弾性係数で、その他の記号は上節で示されるとおりである。荷重 P とたわみ δ の関係で表せば
{\displaystyle P={\frac {Gd^{4}\delta }{8N_{a}D^{3}}}}
となる。

### 発生応力
荷重 P によってコイルばねに発生する最大せん断応力の計算には、次の簡略式がある。
{\displaystyle \tau =\kappa {\frac {8DP}{\pi d^{3}}}}
κ は応力修正係数と呼ばれる、実際の応力値に近づけるための係数である。応力修正係数にはいくつか種類があるが、その中でも次のワールの応力修正係数がよく使用される。
{\displaystyle \kappa ={\frac {4c-1}{4c-4}}+{\frac {0.6115}{c}}}

### 座屈
細長い柱に垂直に圧縮荷重を加えていくと、荷重がある限界値まで達すると柱が大きく折れ曲がる現象が発生する。この現象を座屈と呼ぶ。圧縮コイルばねにおいても細長いばねをある程度以上たわませると、ばねが折れ曲がり、座屈を起こす。座屈発生の起こりやすさには、圧縮コイルばねの縦横比 H0/D が関連する。座屈のことを考慮して、縦横比は4以下にすることを日本工業規格では推奨している。

## 使用例
圧縮コイルばねは、ばね部品の中でも最も広く使用され、多くの機械や器具で使用されている部品である。使われている分野は、自動車、鉄道車両、航空宇宙、建設機械、一般機械、工作機械などから家電や日用品までに至る。主要な使用箇所の例として、自動車のサスペンション用、エンジンの吸排気弁用、クラッチ用、鉄道車両の台車用、安全弁用、その他計測機器用などが挙げられる。特にエンジンの弁ばねは、2億回以上も伸縮を繰り返すまで使用されることもあり、燃焼室と排気による熱の影響も相まって、最も過酷な使用条件に置かれるといわれるばねである。
標準的な円筒形コイルばね以外の例としては、自動車でサスペンション全体の小型化のために樽形コイルばねが用いられることもある。二輪車のサスペンションでは、不等ピッチコイルばねが使用されている。また、ばね定数の非線形性を利用しているというよりは、形状による安定性を利用するために、つづみ形コイルばねがソファーやベッドに使用されることもある。

圧縮コイルばねの使用例
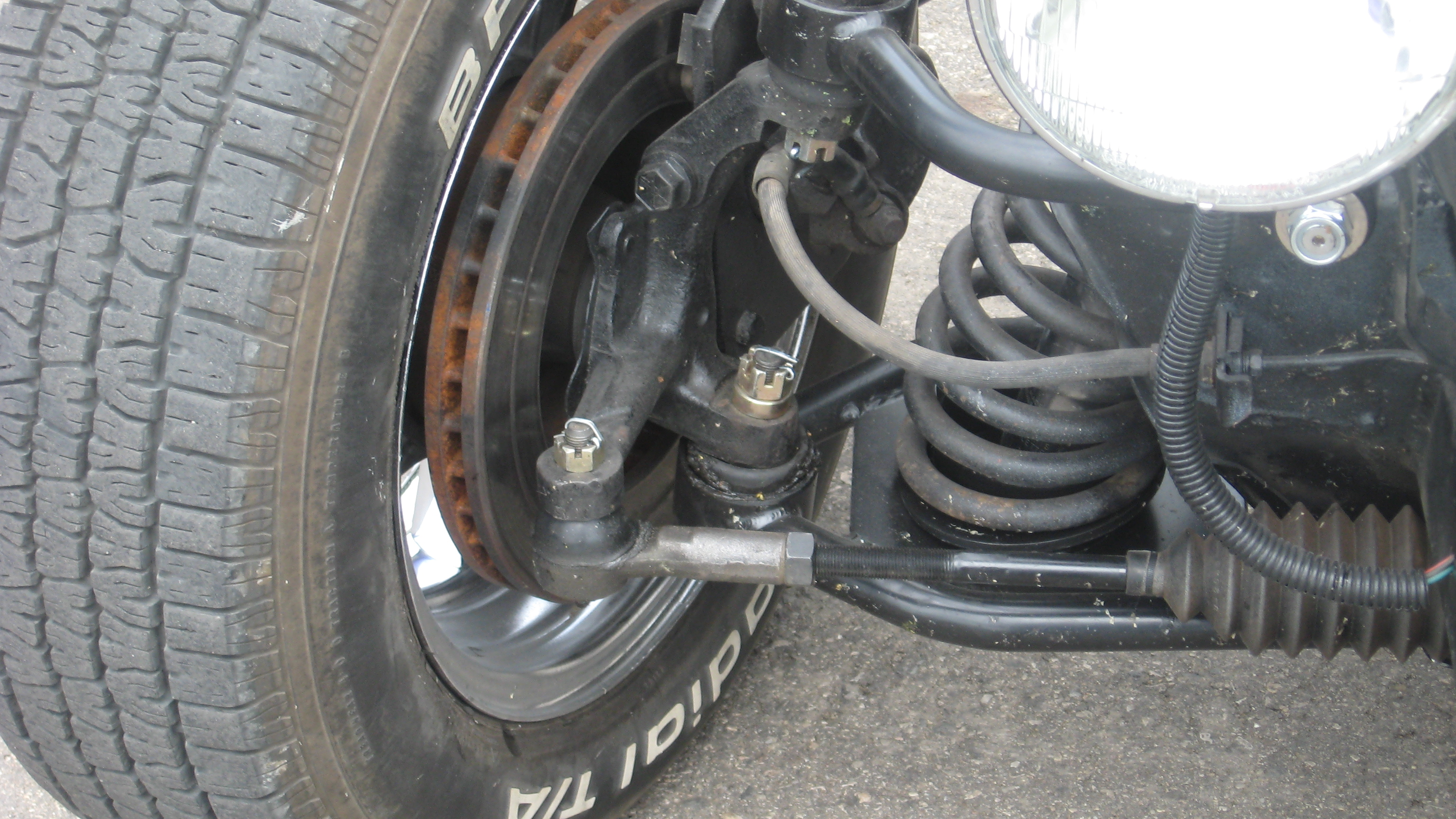
自動車のサスペンション
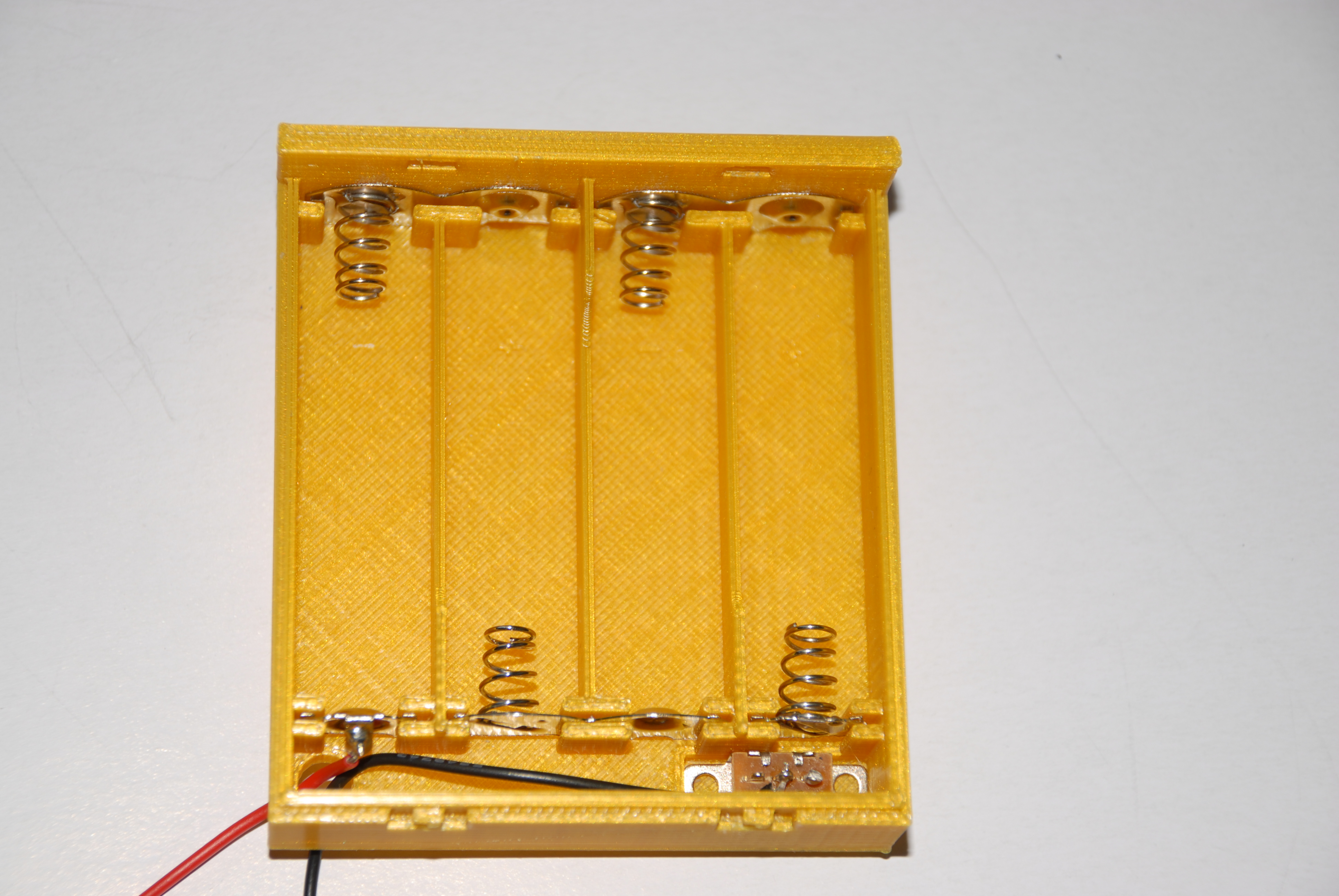
乾電池ボックスの接点 （主にマイナス側）
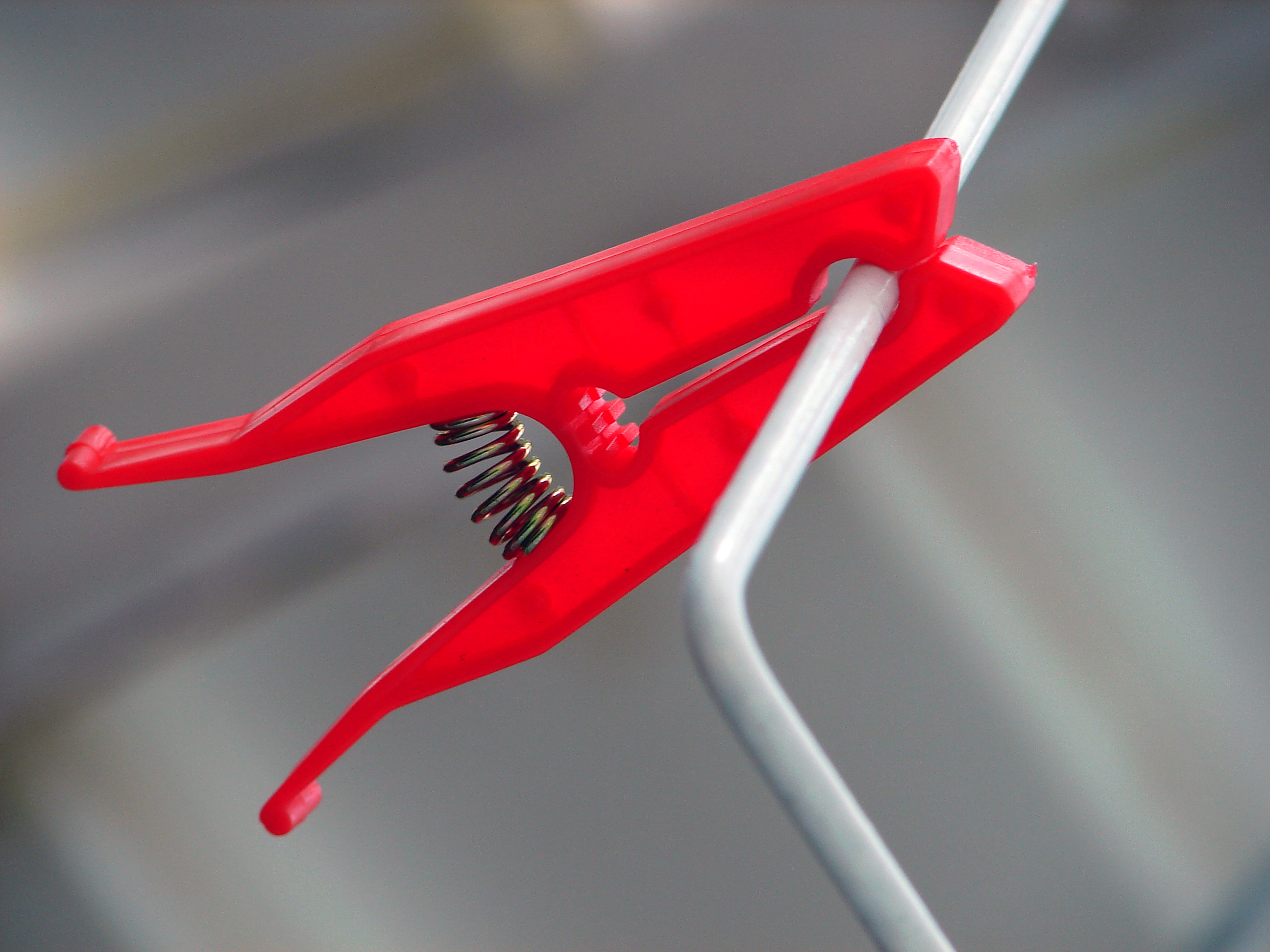
洗濯ばさみ
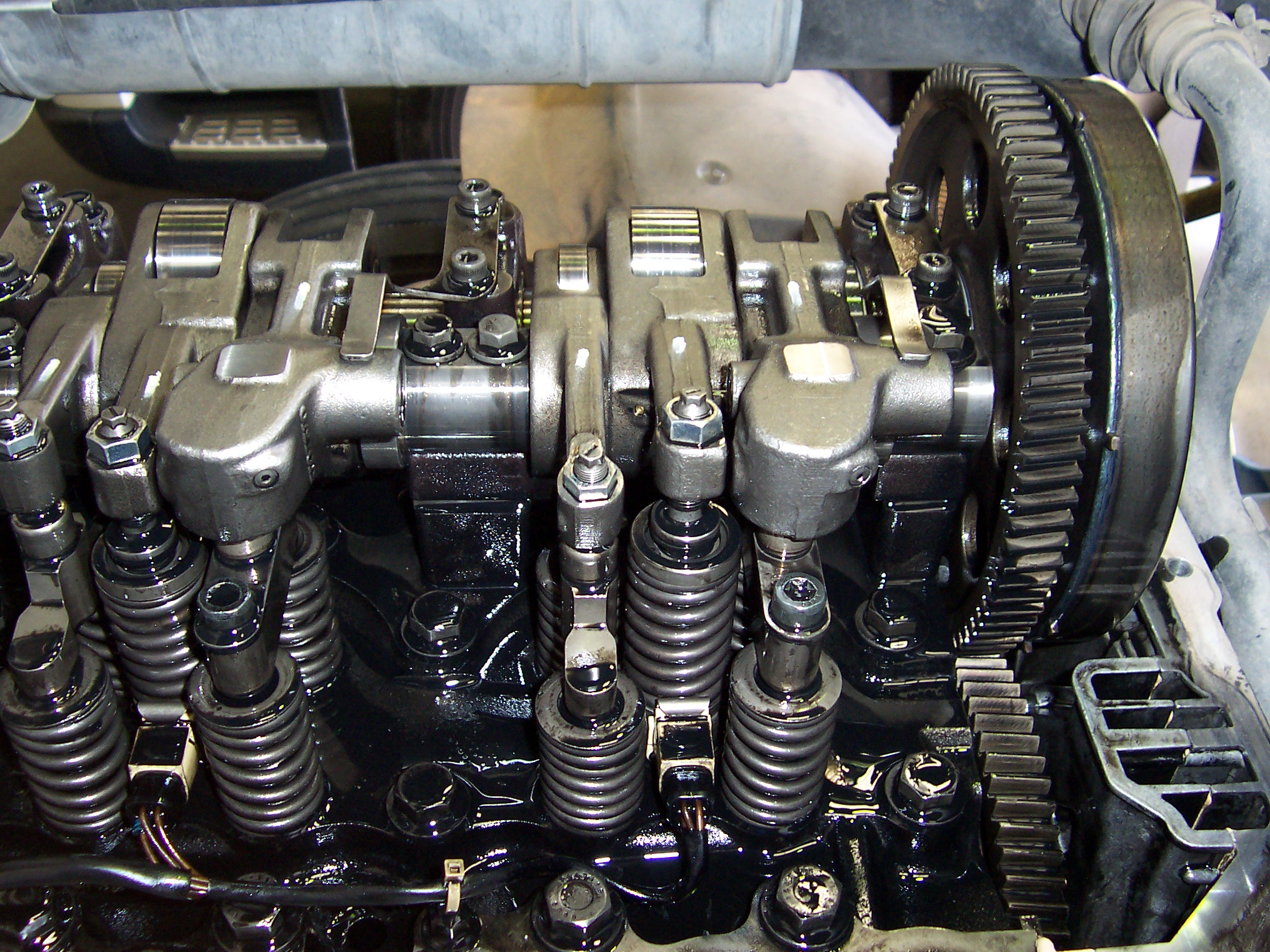
エンジンのバルブスプリングとユニットインジェクター
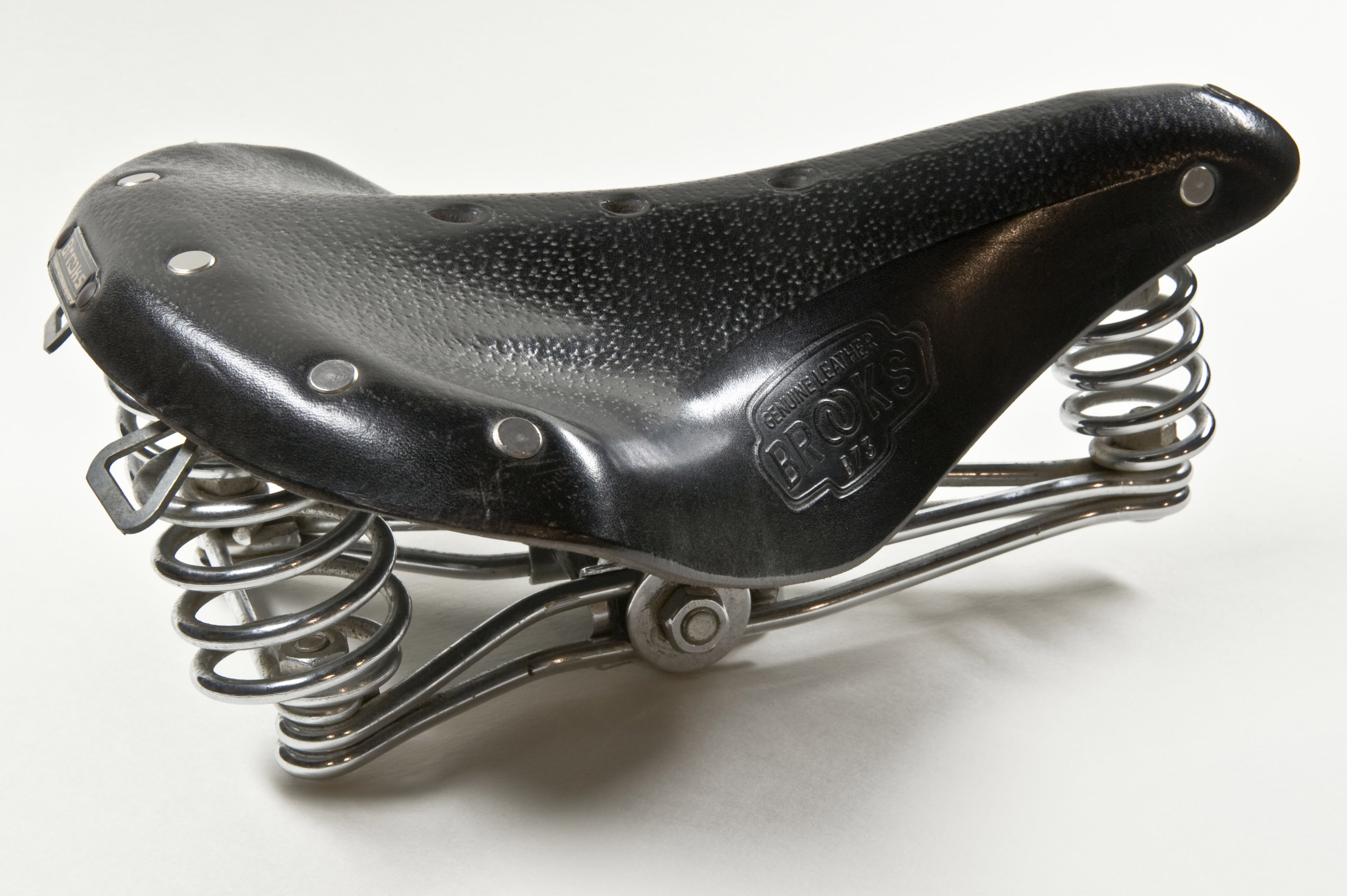
自転車のサドル
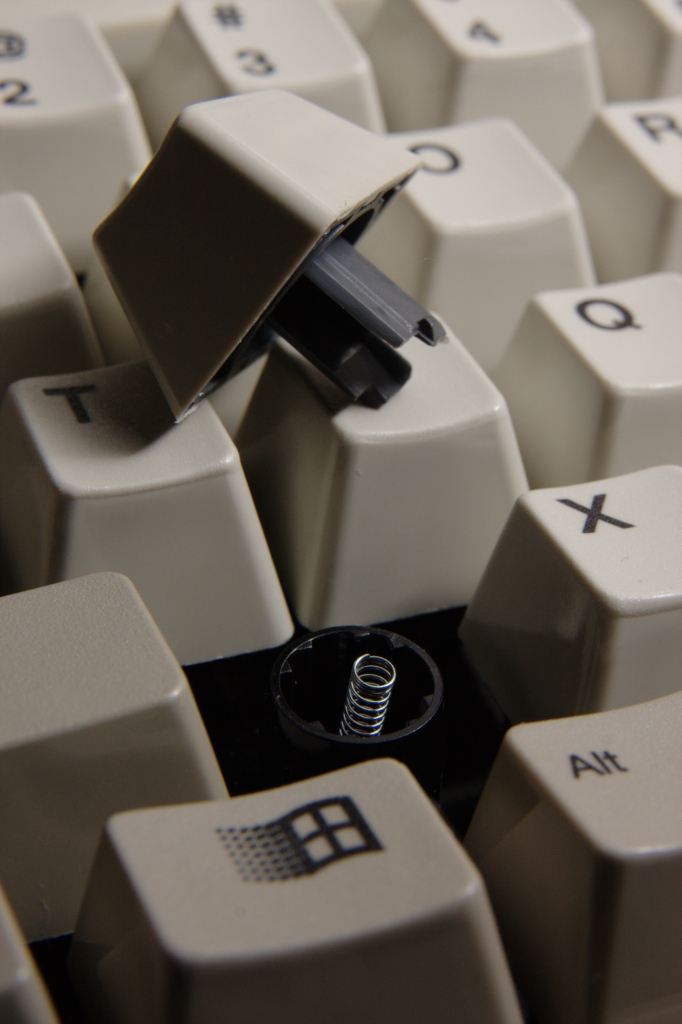
コンピュータのキーボード
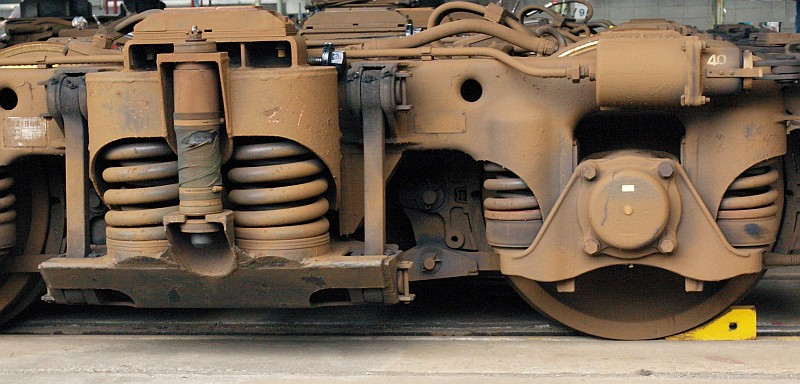
鉄道車両の台車（枕ばねや軸ばね）
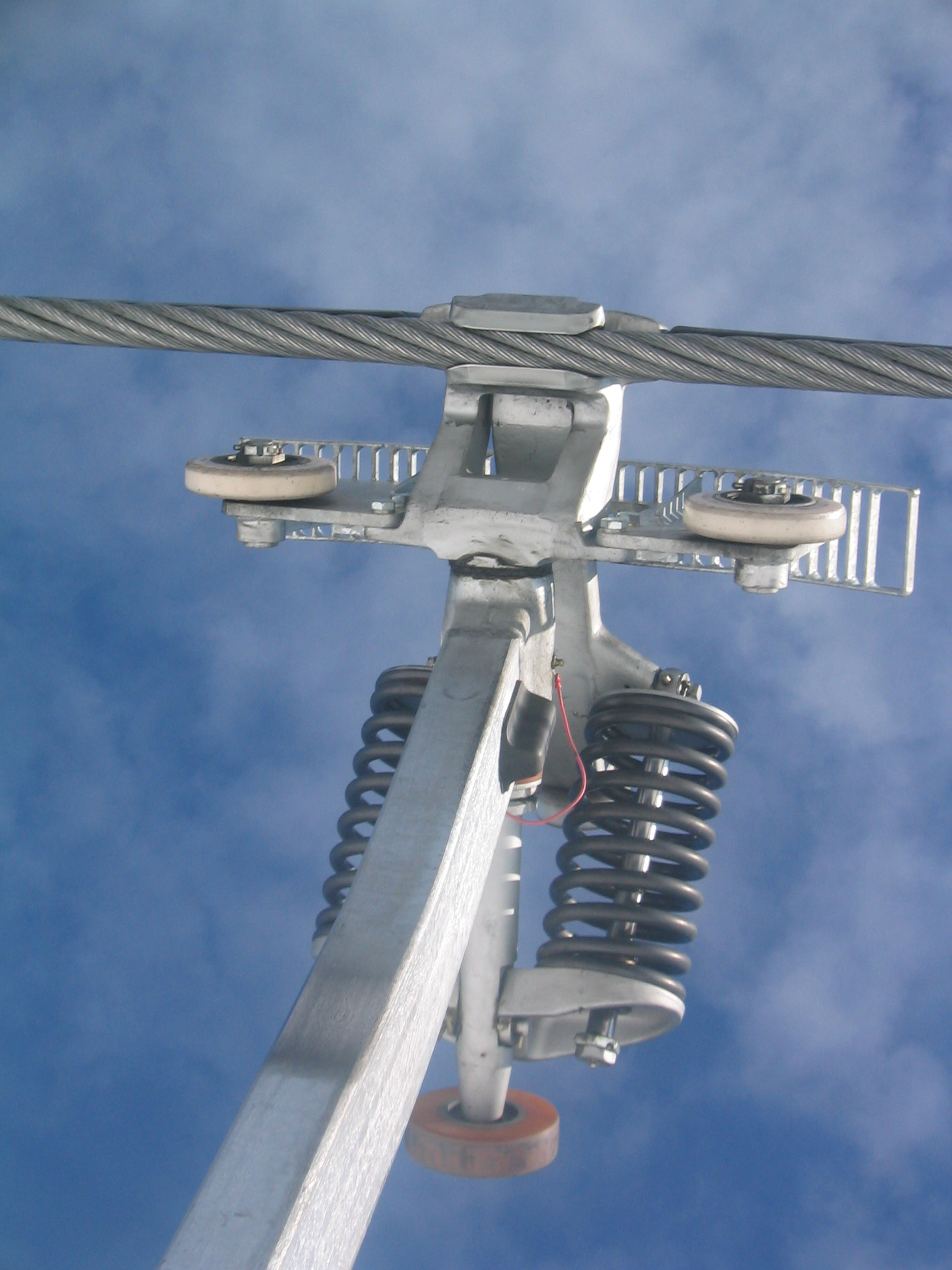
自動循環式 チェアリフト
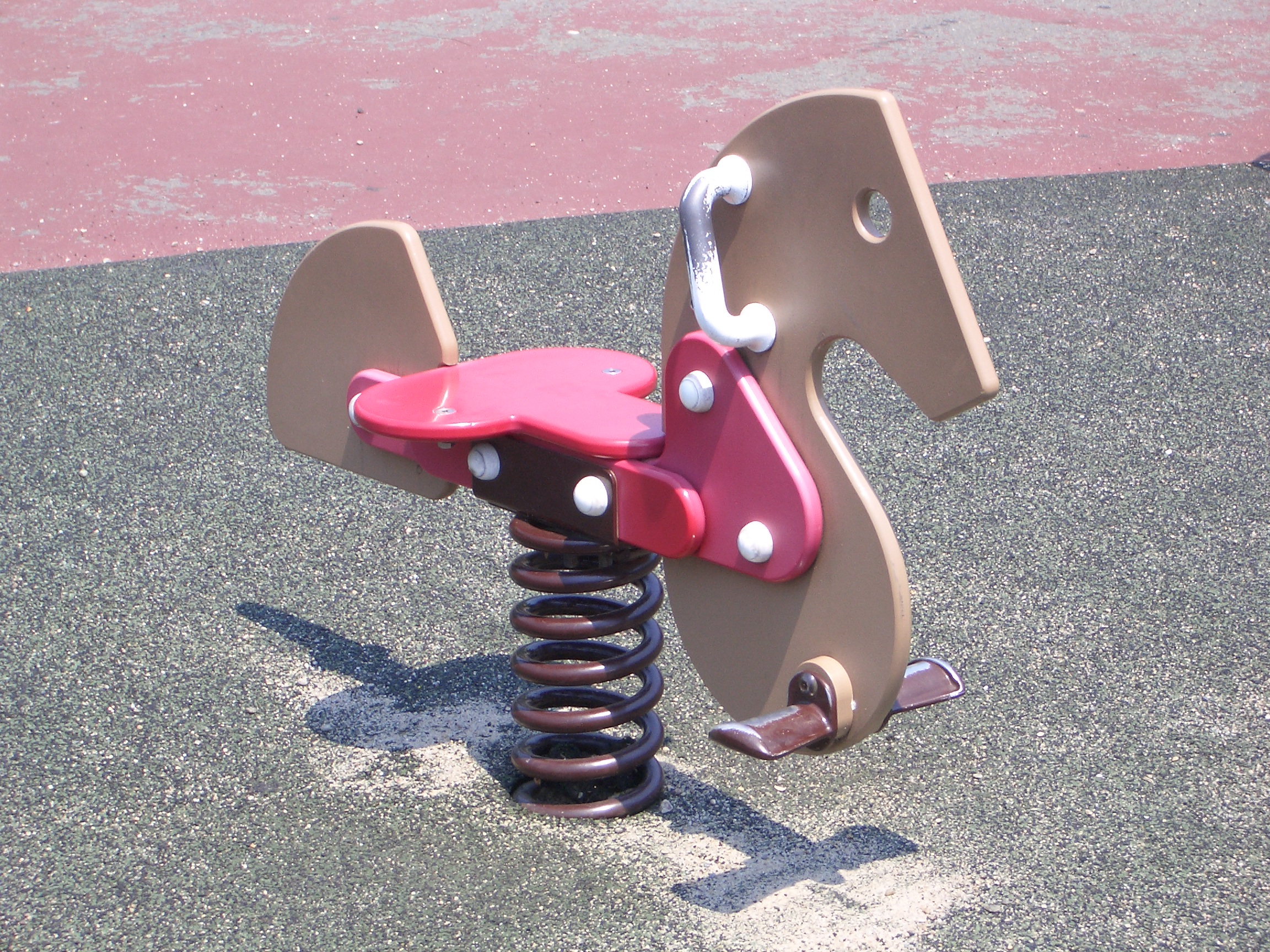
公園のスプリング遊具
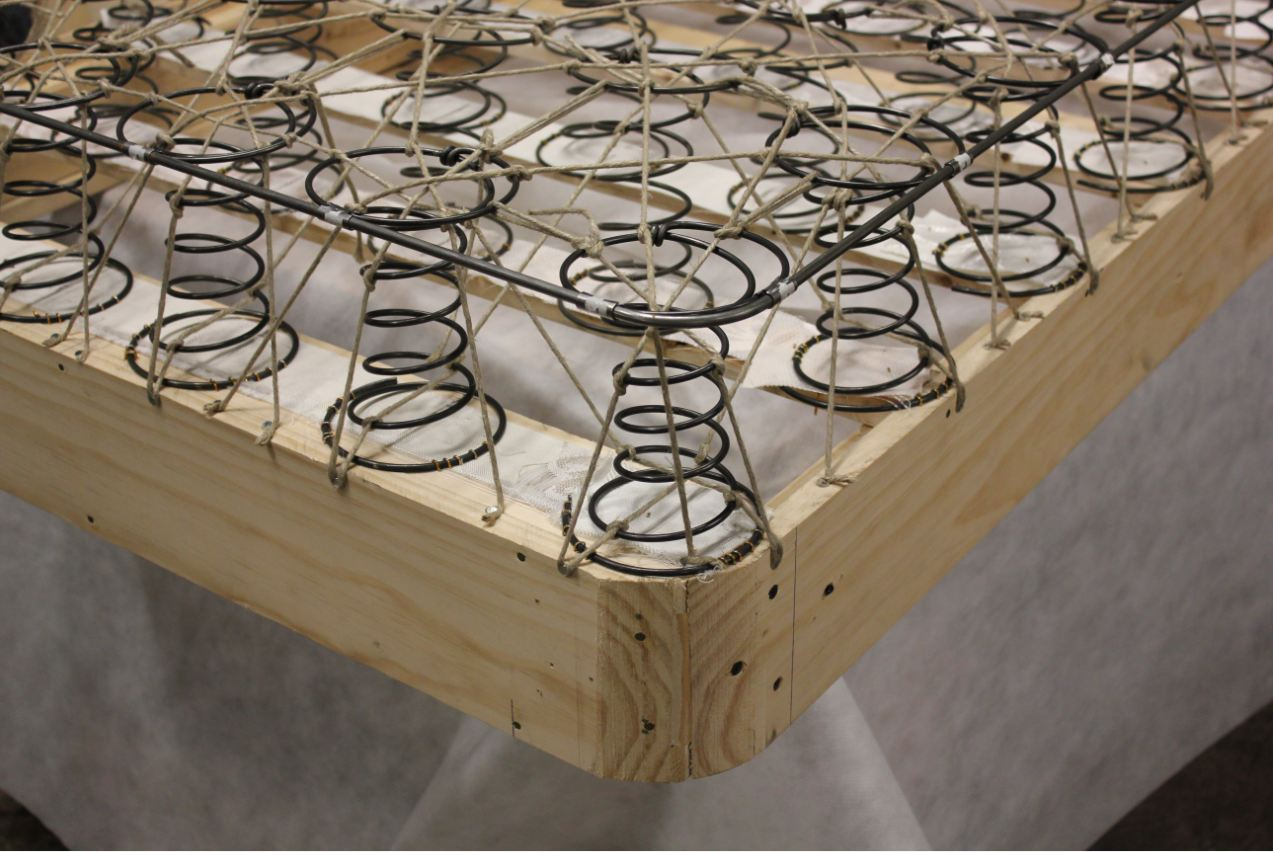
寝具のマットレス
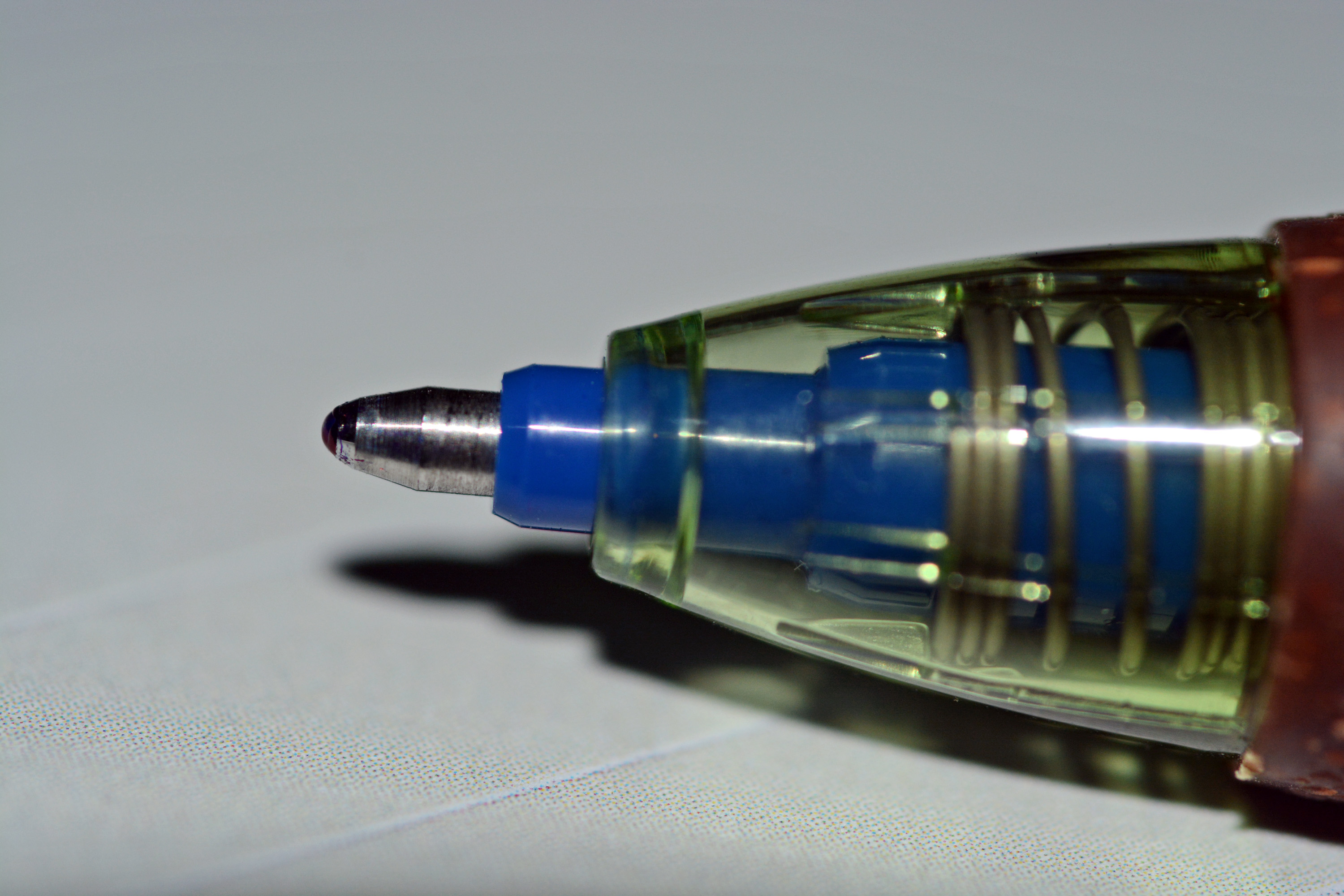
ボールペン
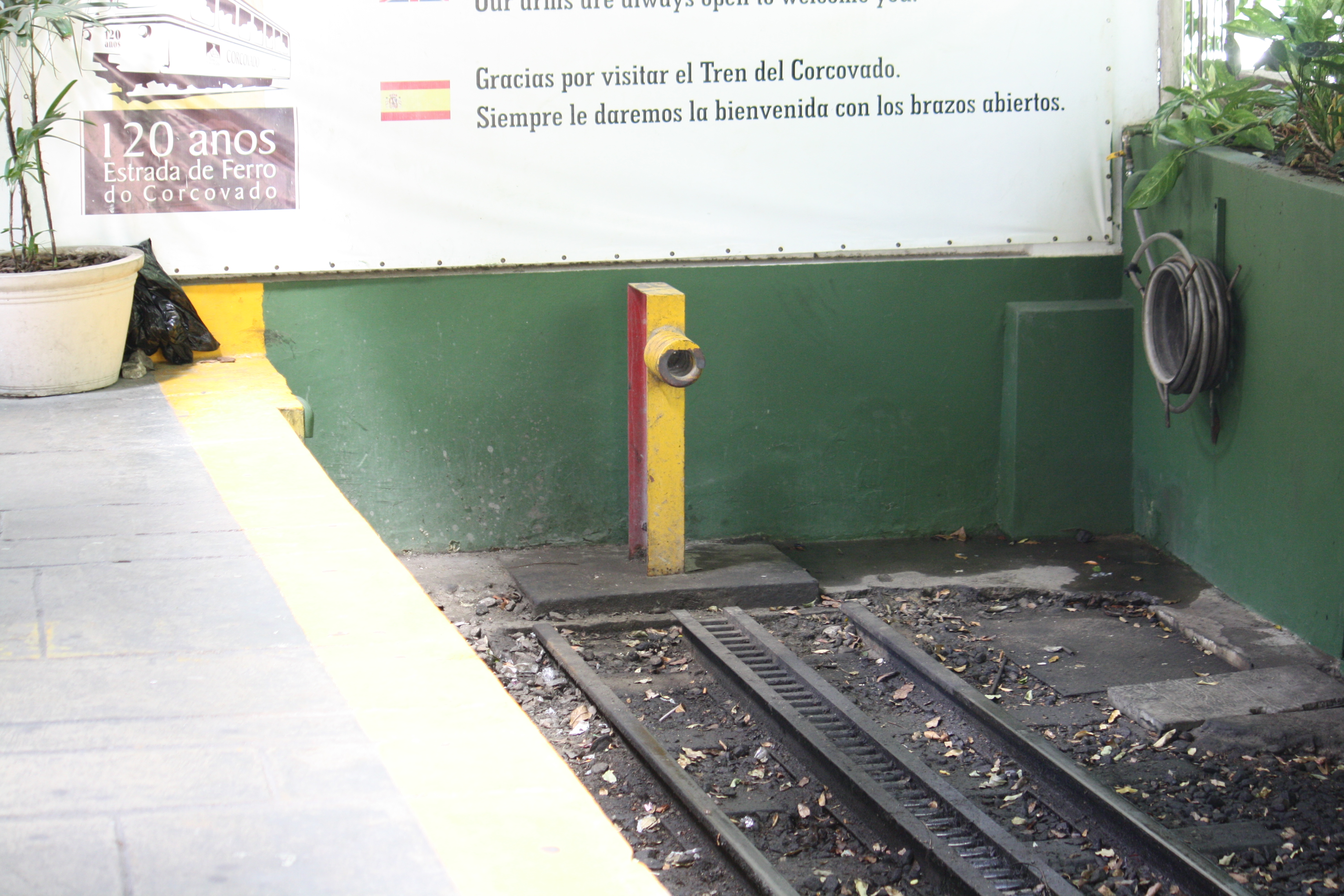
駅の車止め
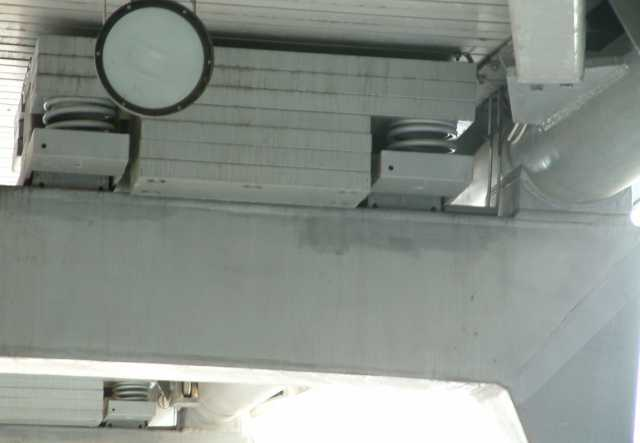
橋の同調質量ダンパ
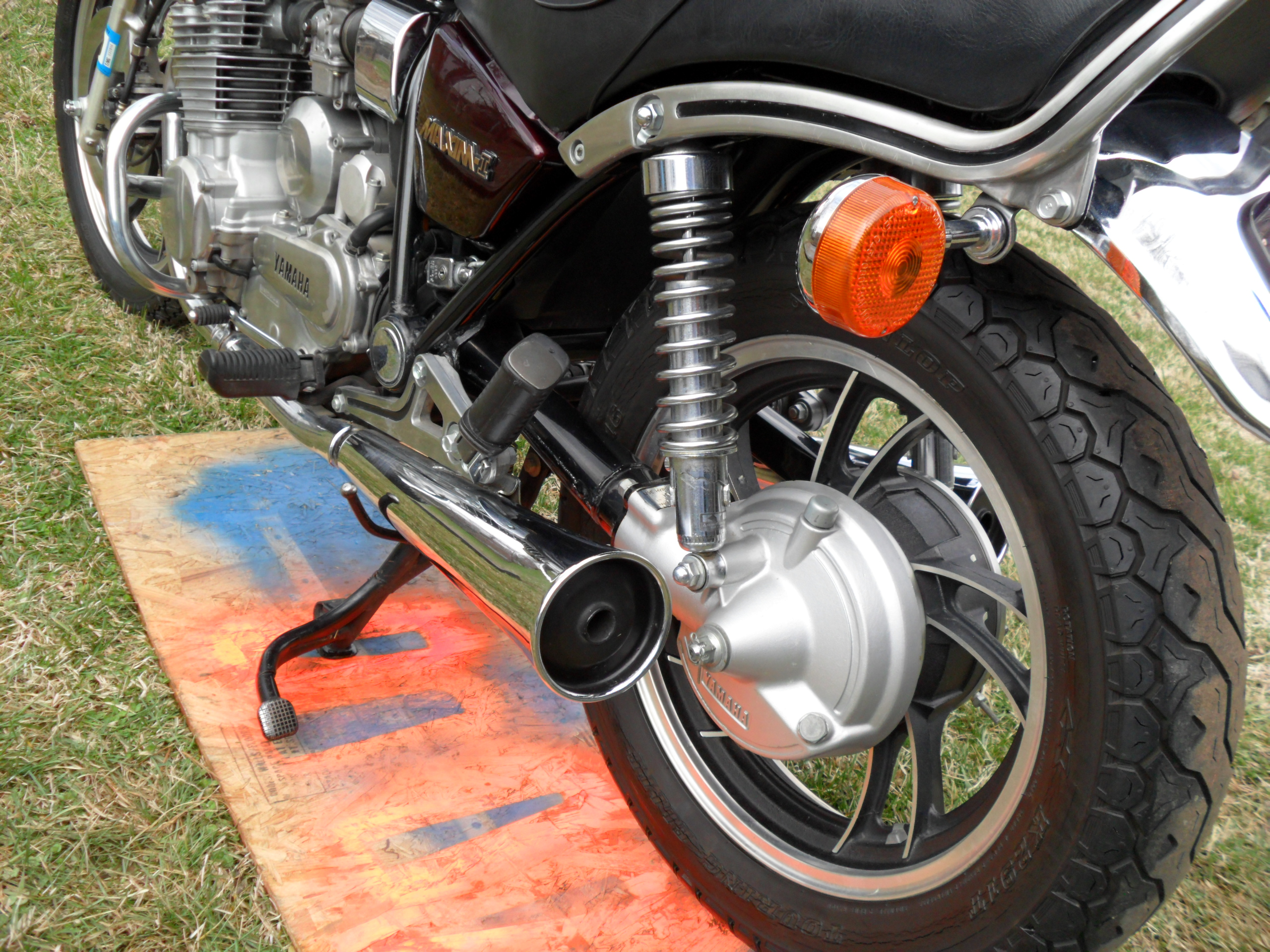
自動二輪車のサスペンション